# Нед Фландерс
Недвард „Нед“ Фландерс Јуниор (енгл. Nedward "Ned" Flanders Јr.) је измишљени лик из цртане серије Симпсонови, коме глас позајмљује Хари Ширер. У цртаној серији Нед је удовац, отац два дечака, Рода и Тода. Његова супруга Мод је погинула у случају који је направио Хомер Симпсон.У новијим епизодама, Недова супруга постаје Една Крабапел.